# Eva-Maria Schimak
Eva-Maria Schimak (ur. 11 sierpnia 1986 w Schärding) – austriacka żeglarka startująca w klasie 470. Olimpijka.
Schimak żeglarstwo zaczęła uprawiać w wieku 10 lat. W 1998 zadebiutowała w regatach żeglarskich. W rywalizacji juniorskiej startowała w klasie optimist, później, jako seniorka, zaczęła startować w klasie 470. W lipcu 2010 roku zadebiutowała w żeglarskich mistrzostwach świata. W klasie 470 zajęła wówczas 51. miejsce. Rok później rywalizację o mistrzostwo świata w tej samej klasie zakończyła na 32. miejscu. Po raz kolejny na mistrzostwach świata wystartowała w maju 2012 roku, zajmując w nich 25. pozycję. Dzięki temu startowi, wspólnie z Larą Vadlau, wywalczyła kwalifikację do Letnich Igrzysk Olimpijskich 2012. Podczas igrzysk wystartowała w klasie 470. W najlepszym starcie zajęła 10. pozycję, jednak w sumie, po odliczeniu najgorszego wyniku, zgromadziła 163 punkty i została sklasyfikowana na ostatnim, 20. miejscu.

## Osiągnięcia
| Rok  | Zawody               | Miejscowość           | Msc. | Klasa |
| ---- | -------------------- | --------------------- | ---- | ----- |
| 2010 | Mistrzostwa świata   | Haga                  | 51.  | 470   |
| 2011 | Mistrzostwa świata   | Perth                 | 32.  | 470   |
| 2012 | Mistrzostwa świata   | Barcelona             | 25.  | 470   |
| 2012 | Igrzyska olimpijskie | Weymouth and Portland | 20.  | 470   |